# R.C. Pro-Am
R.C. Pro-Am is een computerspel uit 1988 dat werd ontwikkel door Rare. Het spel kwam in februari 1988 uit het platform Nintendo Entertainment System en de Sega Mega Drive. Het spel is een isometrisch weergegeven autoracespel. Het spel bevat 32 tracks. Het doel is met een grafisch bestuurbare auto drie tegenstanders te verslaan. Tijdens het racen moeten hiertoe obstakels, zoals water en olieplassen worden ontweken. Het spel heeft bonus items zoals betere motoren en banden. De speler kan verschillende wapens bemachtigen om de tegenstanders van de weg te blazen.

## Platforms
| Jaar | Platform        |
| ---- | --------------- |
| 1988 | Arcade, NES     |
| 1992 | Sega Mega Drive |

## Ontvangst
Het spel kreeg na stemming een 84e plaats op de top 100 speller aller tijden van Game Informer Magazine (augustus 2001)..
| Beoordeeld door       | Platform        | Datum             | Score |
| --------------------- | --------------- | ----------------- | ----- |
| Sega-16.com           | Sega Mega Drive | 22 september 2005 | 100%  |
| All Game Guide        | NES             | 1998              | 90%   |
| Power Play            | NES             | mei 1988          | 85%   |
| Video Games           | NES             | maart 1991        | 83%   |
| Power Play            | Sega Mega Drive | februari 1993     | 76%   |
| The Video Game Critic | NES             | 1 januari 2001    | 75%   |
| Jeuxvideo.com         | NES             | 8 maart 2012      | 75%   |